# 小倉義人
小倉義人（おぐら よしと、1976年7月30日 - ）は、大阪府羽曳野市出身のボディコントローラー。

## 概略
東京・恵比寿のトータルビューティーサロン『ボディコントロールファクトリー』代表。『オグラ式ボディコントロール』を提唱し、芸能界にてタレントやモデル専門に体型管理を行う。
文化人タレントとして、芸能事務所オーケープロダクション【旧・大橋巨泉事務所】に所属していたが、現在は芸能事務所アーティストボックスが一部マネージメントを担当している。

## 人物
- 元は、一日で100人以上の患者が来院することもある有名整骨院で修行後、日本ではまだ数少なかった「パーソナルトレーナー」として独立。プロ・アマのアスリートの指導やモデル事務所のダイエット研修の講師を務める。その後、デビュー直後の女優吉岡美穂への指導をきっかけに、日本初の『芸能界専門のパーソナルトレーナー』として、タレントやモデル中心に指導を始めた。
- 現在は、独自で研究・開発した『オグラ式ボディコントロール』を提唱し、芸能界でタレントやモデル専門に体型管理や肉体改造を行う。顧客には有名タレントや人気モデルなど多数いるが、職業上、公に出来ない人物も多く、小倉自身も「この人の名前を出せてたら（自分はもっと有名になっている）って人はいます」とインタビューで答えている。
- 26歳という若さで「ダイエットに体重計はいらない！」のキャッチフレーズで華々しくメディアデビューを飾るが、当時の“体重一辺倒“のダイエット界にしては、その理論はあまりにも奇抜であった。そのうえ、他の専門家に比べ格段に年齢が若く、ビジュアルや服装なども既存のスポーティースタイルではなくいわゆる“現代風”のスタイルのため、2ちゃんねるを始めとするネット掲示板などで多くのバッシングを受けたという。
- これまで体重一辺倒だった日本のダイエット界に対し、初めて公に“体重思想”を否定し、“見た目”という新しい概念を定着させた功績は非常に大きい。また、小倉が掲げ続けてきたオグラ式の基本である『体重より“見た目”』という概念は、「“見た目主義”のパイオニア理論」として、いまや多くの専門家が手本とし、主流となりつつある。
- 2007年に、女優藤田弓子のダイエット（肉体改造）を成功させたことで、「中高年のダイエットは危険で難しい」といったこれまでの常識も覆し、その過程を記した著書もベストセラーとなった。
- 藤田弓子のメディア宣伝の効果は大きく、もともと若年層中心だったオグラ式が、折からのメタボリックブームの煽りも受けて、一気に中高年層にも広がり、医師をはじめとする多くの医療関係者からも支持されるようになった。
- 以前から講師として、リンパマッサージ・スポーツマッサージ・整体などの医療系マッサージをベースとするハンド技術を、多くのエステティシャンに指導。その中には“ゴッドハンド”としてメディアで紹介されるような有名エステティシャンも多数いる。
- 長年のエステティシャンに対する指導経験から、エステティシャンの技術レベルの低下を問題視しており、エステ業界全体の底上げを図るため、エステティックサロン『ボディコントロール・ファクトリー（BCF）』をプロデュース。2008年5月に、東京・恵比寿にグランドオープンし、エステティックなどをはじめとする美容業界で大きな話題となった。
- BCFには多くの有名芸能人のほか、日本全国にとどまらず海外からも多くの一般客が来店している。また、医師をはじめとする医療従事者や、スポーツトレーナーやプロの美容家などの多くの専門家が、小倉義人の指導を受けるために来店している。
- 見た目の風貌とは違い、幼少期より数々の武道や格闘技などもおこない、優秀な実績を残している。現在も、和術慧舟會の美木航や中村K太郎をはじめ、多くの有名格闘家にキックボクシングの指導をおこなっている。
- 格闘マンガ『ホーリーランド』作者の森恒二との親交が深く、人気キャラクターの小原ヨシトは、小倉をモデルにしたキャラクターである。

## 著書
- 『“ハビット・コントロール”ダイエット』（マガジンハウス）
- 『瞬間サイズダウン』（三栄書房）
- 『みるみる脚やせ!魔法の「腕組みウォーク」』（講談社）
- 『オグラ式「腕組み」最強ダイエット』（PHP研究所）
- 『美脚のスイッチ』（講談社）
- 『オグラ式 リセットマッサージ』（フォレスト出版）
- 『カラダは「10秒」で変わる!腹は「1分」でへこむ!』（青志社）
- 『DVD版 やせる!魔法の「腕組みウォーク」』（講談社）
- 『歩くだけで美脚になる!魔法の「腕組みウォーク」』（講談社）
- 『やせる!くびれる!腕組みダイエット』（マキノ出版）
- 『オグラ式ボディコントロール 腕組みでキレイになる』（三栄書房）
- 『藤田弓子のわがままダイエット』（マガジンランド）
- 『見た目ダイエット』（廣済堂出版）
- 『キレイ請負人オグラの ビューティーリベンジ!』（ぜんにち出版）
- 『オグラ式“やる気別”ダイエット』（宝島社）

## テレビ番組
- こたえてちょーだい!（フジテレビ系列。）
- レディス4 （テレビ東京系列）
- オグラ式 ビューティースタイル （GyaO）
- おもいッきりイイ!!テレビ（日本テレビ系列）
- B.C.ビューティー・コロシアム（フジテレビ系列）
- ザ・ベストハウス123（フジテレビ系列）
- 笑っていいとも!（フジテレビ系列）